# Литвинов Борис Васильович
Борис Васильович Литвинов (рос. Борис Васильевич Литвинов; 12 листопада 1929, Луганське — 23 квітня 2010, Снєжинськ) — радянський і російський вчений-фізик, академік Російської академії наук (1997), спеціаліст в галузі атомної науки й техніки, досліджень фізики вибуху і високих щільностей енергії, один з авторів ядерних зарядів та ядерних вибухових пристроїв. Герой Соціалістичної Праці. Лауреат Ленінської премії.

## Біографія
Борис Литвинов народився 12 листопада 1929 року в місті Луганське, Ворошиловградської області Української РСР (нині — Луганської області України).
У 1953 році закінчив Московський механічний інститут (з 1954 року — Національний дослідницький ядерний університет «МІФІ») за спеціальністю «Проєктування та експлуатація фізичних приладів та установок» з кваліфікацією інженера-фізика.
У 1952-1961 роках — в КБ-11 (нині Всеросійський науково-дослідний інститут експериментальної фізики). Саров (Нижньогородської області): лаборант, інженер, заступник начальника дослідницького відділення.
У 1961-1997 роках - головний конструктор НДІ-1011 (нині Всеросійський науково-дослідний інститут технічної фізики імені академіка Є. Забабахіна).
З 1978 року — одночасно перший заступник керівника наукового центру. Викладав і читав лекції для слухачів навчальних груп керівників ядерно-збройового комплексу у Центральному інституті підвищення кваліфікації Росатому Росії.
З 1997 року - заступник наукового керівника Всеросійського науково-дослідницького інституту технічної фізики ім. академіка Євгенія Забабахіна.
Помер 23 квітня 2010 року у Снєжинську на 81-му році життя. Похований на міському цвинтарі у Снєжинську.

## Наукова діяльність
Займався створенням ядерних зарядів різного призначення: для стратегічних і тактичних ядерних сил СРСР та Російської Федерації, промислових ядерних вибухів, фізичних дослідів із використанням енергії ядерного вибуху. Ці заряди становлять основу ядерного арсеналу Росії. Він був одним з ініціаторів створення та застосування ядерних вибухових пристроїв промислового, невоєнного призначення. Під його керівництвом було проведено кілька ядерних вибухів у промислових цілях (гасіння аварійних газонафтових свердловин, дроблення та екскавація гірських порід родовищ корисних копалин).
Велику увагу приділяв забезпеченню ядерної та вибухової безпеки. Це знайшло відображення у його книгах, статтях та виступах. Він — учасник Пагвоського руху вчених, брав участь у міжнародних проєктах щодо проблем ядерного роззброєння та ядерних випробувань.
Академік Борис Литвинов — автор трьох монографій та співавтор 6 книг, автор та співавтор понад 300 статей, доповідей та науково-технічних звітів, має 11 авторських свідоцтв на винаходи.

## Нагороди
- Герой Соціалістичної Праці (1981)
- Лауреат Ленінської премії (1966)
- Нагороджений трьома орденами Леніна (1962, 1977, 1981), орденом Жовтневої революції (1971), Трудового Червоного Прапора (1954), «За заслуги перед Батьківщиною» II (2000)[3], III (1996[4], повторно у 1999 році, указ про нагородження втратив силу[5][6]) та IV (2010)[7] ступенів, багатьма медалями, удостоєний премії ім. Макєєва, Демидівської премії (2003)
- Почесний громадянин Челябінської області (2004)[8]
- Почесний громадянин Снєжинська